# Comté d'Isanti
Le comté d'Isanti est situé dans l’État du Minnesota, aux États-Unis. Il comptait 31 287 habitants en 2000. Son siège est Cambridge.